# تريبتيس
تريبتيس (بالألمانية: Triptis) هي بلدة ألمانية تقع في ألمانيا في تورينغن. يقدر عدد سكانها بـ 3,954 نسمة .